# Tokyo Fiancée
Tokyo Fiancée ist eine belgische romantische Komödie von Stefan Liberski aus dem Jahr 2014. Der Film basiert auf dem autofiktionalen Roman Ni d’Ève, ni d’Adam (2007; Der japanische Verlobte, 2010) der belgischen Bestsellerautorin Amélie Nothomb. Er erzählt die Geschichte der 21-jährigen Belgierin Amélie (Pauline Étienne), die eine romantische Beziehung mit Rinri (Taichi Inoue), einem jungen Japaner in Tokio, eingeht.

## Handlung
Amélie, die in Japan geboren wurde und dort bis zu ihrem fünften Lebensjahr lebte, kehrt im Alter von 20 Jahren nach Tokyo zurück, um nun als begeisterte Japanophile sich wieder mit ihrer japanischen Identität zu verbinden und ganz in die japanische Kultur einzutauchen. Sie zieht in eine kleine Wohnung in Tokyo und bietet an, als Französischlehrerin zu arbeiten, wodurch sie sich bald in einer leidenschaftlichen Beziehung mit ihrem einzigen Schüler, dem gut aussehenden Studenten und frankophilen Rinri, wiederfindet. Gemeinsam erkunden beide ihre erste echte Romanze und die farbenfrohe Stadt um sie herum, wobei langsam tiefere Traditionen und komplexere Zusammenhänge von romantischen Gefühlen, kulturellen Barrieren und gefärbten Vorstellungen, die sie von den Kulturen des anderen haben, zu Tage treten.

## Hintergrund
Die Dreharbeiten des Films wurden unerwartet von der Dreifachkatastrophe von Tōhoku (2011) unterbrochen, die später als impromptu Schlusssequenz und Deus ex machina in die Geschichte integriert wurde und somit eine markante Abzweigung von der Vorlage Amélie Nothombs darstellt.

## Kritiken
The Hollywood Reporter schrieb: Liberski gelingt es, aus den Culture-Clash-Aspekten der Geschichte, die sich mit den Unterschieden zwischen dem Okzident und dem Orient befassen, einiges an Komik herauszuholen. Die Kombination aus Amelies allgemeiner Naivität und ihrer echten Neugier auf alles Japanische sorgt dafür, dass diese Momente eher auf erkennbaren Verhaltensweisen und Einstellungen beruhen als auf negativen Stereotypen, auch wenn einige stilisierte Szenen eher oberflächlich als psychologisch erhellend wirken.
Obwohl der seriös-komische Ton des Films recht konsistent ist, ist der zugrundeliegende dramatische Bogen etwas wackelig, wobei Amelies Kämpfe mit ihrem Leben in Japan im Allgemeinen und mit Rinri im Besonderen nicht immer vollständig lesbar sind.
Alissa Simon von der Zeitschrift Variety meinte: „Auch wenn Amelie und Rinri auf ihre gegenseitige Anziehung reagieren, ist es offensichtlich, dass ihre Gefühle von den romantischen Vorstellungen geprägt sind, die jeder von der Kultur des anderen hegt. Liberski visualisiert Amelies Reflexionen über ihre Beziehung geschickt mit ironischen, farbenfrohen und höchst theatralischen Tableaus, die mit Vorstellungen von Orientalismus und Exotik spielen.“
Für The Video Librarian schrieb T. Keogh: „Drehbuchautor und Regisseur Stefan Liberski versteht es meisterhaft, die Energie des Films zu modulieren, von der anfänglichen Verspieltheit und Freude bis hin zu einem viel schwereren Gefühl der Polarisierung, das durch die Katastrophe von Fukushima noch verstärkt wird. Etienne und Inoue sind beide sehr gut in ihren Rollen als angehende Erwachsene, die sich erst noch in einer Welt mit harten Unterschieden und Konsequenzen zurechtfinden müssen. Empfehlenswert.“

## Auszeichnungen
Der Film wurde für die Vorführung in der Sektion „Zeitgenössisches Weltkino“ beim internationalen Filmfestival von Toronto 2014 ausgewählt und erhielt 2015 drei Nominierungen bei den 5. Magritte Filmpreisen: In den Kategorien „Beste Schauspielerin“ (Pauline Etienne), „Beste Kamera“ (Hichame Alaouie) und „Bestes Kostümdesign“ (Claire Dubien).